# Algathia mollicula
Algathia mollicula är en stekelart som först beskrevs av Tosquinet 1903.  Algathia mollicula ingår i släktet Algathia och familjen brokparasitsteklar. Inga underarter finns listade i Catalogue of Life.